# Geert ten Berge
Geert ten Berge (Emmen, 14 augustus 1916 – Assen, 2 augustus 2000) was een Nederlands voetballer die op meerdere posities inzetbaar was, doch doorgaans speelde als aanvallende middenvelder.

## Spelersloopbaan
Ten Berge was als voetballer actief bij VV Emmen en later Achilles. Tijdens de Tweede Wereldoorlog was hij werkzaam als wachtmeester bij de gemeentepolitie in Assen en kwam hij uit voor het Nederlands politie-elftal. Vanwege zijn rol gedurende de bezettingsjaren werd hij na de bevrijding ontslagen bij de politie in het kader van de zuivering en ontnam de KNVB hem aanvankelijk het lidmaatschap. In 1947 hervatte hij zijn spelersloopbaan bij toenmalig eersteklasser VV Emmen, maar na de degradatie naar de Tweede klasse ging hij op zoek naar een andere club om op het hoogste niveau te kunnen blijven acteren. In 1950 vroeg hij daarom overschrijving aan naar HSC waar hij op 1 oktober 1950 debuteerde in een met 4-0 gewonnen thuiswedstrijd tegen Zwartemeer. Zijn verblijf in Sappemeer was van korte duur. Twee maanden later vertrok hij naar Frankrijk waar hij een profcontract voor een half jaar tekende bij CA Paris. Op 17 december 1950 debuteerde hij namens de Parijse tweededivisionist in een met 1-3 verloren thuiswedstrijd tegen Olympique Lyonnais, de latere kampioen. In 1954 maakte Ten Berge zijn rentree als voetballer op de Nederlandse velden. Bij de allereerste profwedstrijd in Nederland maakte hij deel uit van het elftal van Sportclub Venlo '54 dat het opnam tegen Alkmaar '54. Op die dag (14 augustus 1954) vierde Ten Berge zijn 38e verjaardag. In november 1954 ging Sportclub Venlo '54 op in VVV dat na de fusie met een overschot aan spelers kwam te zitten. In januari 1955 stapte Ten Berge over naar Wageningen, waar hij tot het einde van het seizoen onder contract stond. In de zomer van 1955 was hij eerst op proef bij Heracles en nadien bij Leeuwarden waar hij een nieuw contract tekende. Die club zette hem nadien op non-actief nadat bleek dat Ten Berge een foutieve opgave had gedaan over zijn leeftijd. Hij was op dat moment al 39 jaar en geen 33 jaar. Ten Berge vervolgde zijn carrière bij de amateurs van Alcides en BNC, alvorens hij in 1961 ineens weer opdook bij eersteklasser SV Dinxperlo. Daar bleek de inmiddels 45-jarige Ten Berge niet alleen opnieuw te hebben gelogen over zijn werkelijke leeftijd, maar ook onder valse naam te spelen vanwege een levenslange schorsing bij de KNVB, totdat hij in mei 1962 werd ontmaskerd.

### Profstatistieken
| Seizoen | Club                | Competitie      | Competitie | Competitie | Beker | Beker | Overig | Overig | Totaal | Totaal |
| Seizoen | Club                | Competitie      | Wed.       | Dlp.       | Wed.  | Dlp.  | Wed.   | Dlp.   | Wed.   | Dlp.   |
| ------- | ------------------- | --------------- | ---------- | ---------- | ----- | ----- | ------ | ------ | ------ | ------ |
| 1950/51 | CA Paris            | Division 2      | 6          | 1          | —     | —     | —      | —      | 6      | 1      |
| 1954    | Sportclub Venlo '54 | NBVB            | 8          | 4          | —     | —     | —      | —      | 8      | 4      |
| 1954/55 | Wageningen          | Eerste klasse B | 7          | 1          | —     | —     | —      | —      | 7      | 1      |
| Totaal  | Totaal              | Totaal          | 21         | 6          | 0     | 0     | 0      | 0      | 21     | 6      |

## Trainersloopbaan
Na terugkeer uit Frankrijk startte Ten Berge in 1951 zijn trainersloopbaan bij VV VAKO. Nadien was hij nog werkzaam bij meerdere clubs, onder wie ACV. Ondanks een levenslange schorsing door de KNVB en zijn ontmaskering in Dinxperlo dook hij in mei 1962 wederom onder valse naam op toen hij zich aanbood als speler-trainer bij HVV Hengelo. Vervolgens leek zijn trainersloopbaan definitief voorbij, totdat hij in 1972 van de KNVB weer toestemming kreeg om de jeugd van ACV te gaan trainen. Hierna ging Ten Berge opnieuw aan de slag als hoofdtrainer bij diverse Noordelijke amateurclubs. Maar het gesjoemel met zijn leeftijd kon hij niet laten. In 1990 besloot VV De Vogels niet met hem in zee te gaan, nadat de Groningse derdeklasser ontdekte dat hij geen 58 jaar was, maar in werkelijkheid 15 jaar ouder. Zijn laatste club was VV Haulerwijk, waar hij op 75-jarige leeftijd afscheid nam. Geert ten Berge overleed in 2000 op 83-jarige leeftijd en werd gecremeerd in zijn woonplaats Assen.